# San Pietro in Curolis
San Pietro in Curolis, conosciuta anche come Esperia Inferiore, è una frazione del comune di  Esperia, in provincia di Frosinone. Ha formato comune autonomo insieme alla frazione Monticelli.

## Storia
Nel X secolo, gli abati cassinesi si adoperarono per la fondazione di borghi. La popolazione che prima di allora abitava piccoli insediamenti sparsi sul territorio fu fatta progressivamente convogliare nei pressi di San Pietro e di San Paolo della Foresta, due monasteri benedettini costruiti per sostituire l'antico Santo Stefano, distrutto tra l'817 e l'828 dai saraceni.
Nei pressi, nel 1103 circa, il normanno Guglielmo di Blosseville fece erigere una rocca con abitato che prese il nome di Roccaguglielma. Roccaguglielma controllova anche il territorio di San Pietro. Nei secoli, la collocazione strategica per il controllo del passo montano tra la costa gaetana e il Latium interno, ne fece un territorio spesso conteso.
Sotto il governo di Gioacchino Murat, si realizzò una nuova sistemazione amministrativa: Roccaguglielma fu separata dalle attuali frazioni di Esperia inferiore e Monticelli che costituirono il comune di San Pietro in Curolis. Dopo l'Unità d'Italia, nel 1867, Roccaguglielma e San Pietro si fusero e presero il nome di Esperia. Il nome scelto per la nuova realtà amministrativa indica l'astro Espero ovvero il nome con cui gli antichi Greci indicavano la penisola italiana.

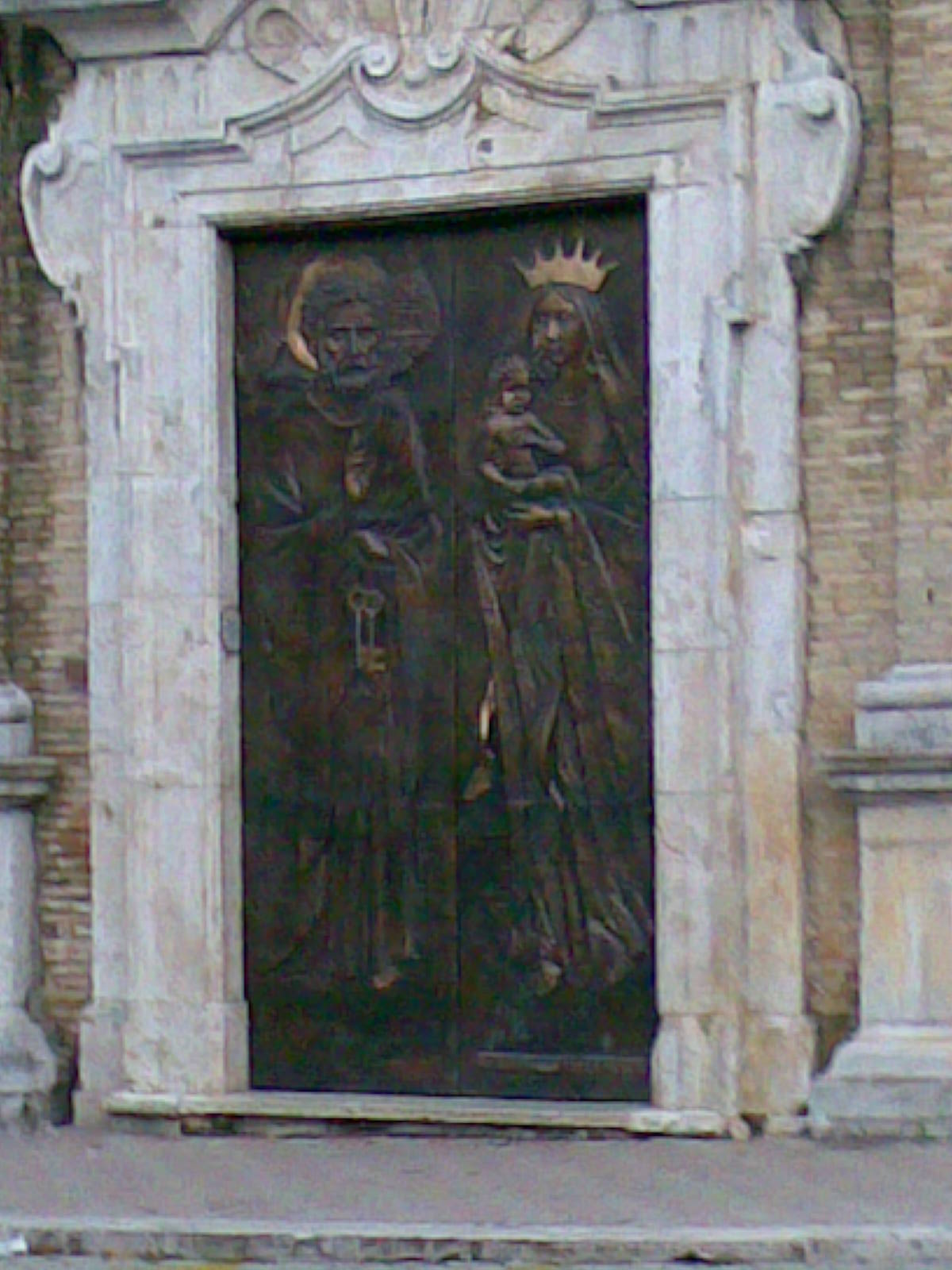
Portale con San Pietro e Madonna con Bambino